# Charlie Wilson (cantante)
Charles Kent Wilson, detto Charlie (Tulsa, 29 gennaio 1953), è un cantautore statunitense, da non confondere con il cantautore britannico Charlie Winston.

## Carriera
Conosciuto anche come Uncle Charlie, è nato in Oklahoma nel 1953, da madre pianista e padre reverendo, come secondo di tre fratelli.
Il suo primo album solista, You Turn My Life Around, è uscito nel luglio 1992 per la MCA Records. Il secondo album solista è invece datato 2000 ed è rappresentato da Bridging the Gap. Con Uncle Charlie (febbraio 2009), ha raggiunto la seconda posizione della classifica Billboard 200.
È l'ex voce del gruppo The Gap Band. Il gruppo si è sciolto nel 2010. È anche attivo come produttore discografico.
Da artista solista ha ricevuto 13 volte la nomination al Grammy Award, senza tuttavia vincerne nessuno.
Ha collaborato, nel corso della sua carriera, con diversi artisti hip hop e non solo, tra cui T-Pain, Nate Dogg, Fantasia, Lupe Fiasco, Marsha Ambrosius, Boyz II Men, Future, Ty Dolla $ign, Don Toliver, Kanye West, Lil' Kim, UGK, Snoop Dogg, John Newman, Tyler, the Creator e altri.

## Discografia

### Album studio
- 1992 - You Turn My Life Around
- 2000 - Bridging the Gap
- 2005 - Charlie, Last Name Wilson
- 2009 - Uncle Charlie
- 2010 - Just Charlie
- 2013 - Love, Charlie
- 2015 - Forever Charlie

### Collaborazioni
- 2004 - Signs (con Snoop Dogg e Justin Timberlake)
- 2015 - Tiring Game (con John Newman)
- 2015 - Peaches N Cream (con Snoop Dogg)